# Freddie Wiles
Freddie Wiles (Londen, 1914 - 1983) was een Engelse acteur die veelal kleine rollen vertolkte. Ook figureerde hij veel, zoals in Are You Being Served? (als Goddard) en Dad's Army (als soldaat).

## Filmografie
- Are You Being Served? televisieserie - Goddard (Niet op aftiteling, 15 afl., 1972-1978)
- Are You Being Served? televisieserie - Bagagedrager (Afl., It Pays to Advertise, 1977)
- The Best of Benny Hill (1974) - Lower Tidmarsh Hospital Patient
- Dad's Army televisieserie - Peletonslid (2 afl., 1972, 1973) In 1973 niet op aftiteling
- Dad's Army (1971) - Pelotonslid
- The Benny Hill Show televisieserie - Ziekenhuispatiënt (Afl., The European Song Contest, 1969, niet op aftiteling)